# Ludlowià
El Ludlowià o, simplement, Ludlow és una època del Silurià que començà fa 427,4 ± 0,5 milions d'anys i s'acabà fa 423,0 ± 2,3 milions d'anys. Es tracta de la penúltima època del Silurià. Fou anomenat el 1854 per Roderick Murchison en referència a Ludlow (Regne Unit), on se'n troba l'estratotip. Se subdivideix en els estatges faunístics Gorstià i Ludfordià. La fauna d'aquesta època inclou el trilobit Arctinurus, que visqué en allò que avui en dia són Europa i Nord-amèrica i assolia una llargada de fins a 30 cm.